# Művész Kávéház

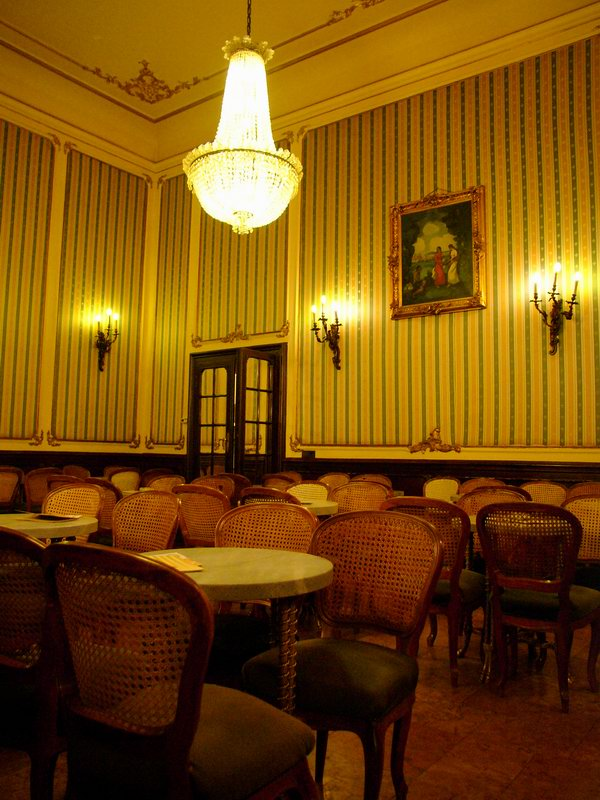
Der Salon im Művész Kávéház

Das Művész Kávéház, zu deutsch Künstler Kaffeehaus, ist ein historisches Künstler-Kaffeehaus mit Konditorei in der Andrássy út 29 in Budapest. Es befindet sich auf dem großen Boulevard gegenüber dem Opernhaus.
Die Räumlichkeiten des Kaffeehauses sind zweigeteilt: Die Front bildet der Eingangsbereich mit dem durch die Fenster in Licht gefüllten Bereich der Theke und den Nichtrauchertischen. Schreitet man nach hinten, gelangt man in einen sehr hohen großbürgerlichen Salon. Das typische Kaffeehaus galt bereits zur Gründung als Treffpunkt für Künstler und Bohemiens und ist auch heute ein beliebter Treffpunkt für Budapester und seine Besucher. Bis heute konnte das Művész Kávéház seine Einrichtung im neobarocken Stil aus dem Gründungsjahr erhalten.
Das unter Denkmalschutz stehende Mietshaus, in dem sich das Kaffeehaus befindet, wurde 1884 im Rahmen der Errichtung der Andrássy út im Stil der Neorenaissance vom Architekten Rezső Lajos Ray für den Händler Ede Szenes geplant, so trug das Gebäude auch den Namen Szenes-palota (Palais Szenes). Anfänglich nannte sich das Kaffeehaus Kis-Gerbeaud Cukrászda (Kleine Gerbeaud Konditorei, siehe hierzu auch das Café Gerbeaud, das sich noch heute am Vörösmarty tér befindet). Ab 1898 wurde es dann zur Művész Cukrászda bzw. dem Művész Kávéház.
Im Jahr 2008 wurde das Kaffeehaus saniert und der ursprüngliche Zustand mit alter Einrichtung sowie Wand-Täfelung wiederhergestellt.